# 第7装甲師団 (国家人民軍)
第7装甲師団（ドイツ語: 7. Panzerdivision）は、国家人民軍地上軍（東ドイツ陸軍）が有した師団の1つである。

## 歴史

### 背景
ドイツ民主共和国（東ドイツ）では兵営人民警察という形での再軍備が始まった段階で、将来的な装甲師団の設置を決定していた。またソ連邦からの要請があったこと、1955年にはドイツ連邦共和国（西ドイツ）が正規軍たるドイツ連邦軍を設置したことなどを受け、本格的な装甲師団の編成が始まったのである。

### 編成
1956年9月、ドレスデン・アルベルトシュタットに駐屯していた兵営人民警察ドレスデン機械化人民警察機動隊(Mechanisierten Volkspolizeibereitschaft Dresden)を母体として、国家人民軍第7装甲師団の編成が行われる。部隊の構成はソ連邦軍戦車師団の構成を元にして、戦闘ヘリコプター部隊を廃止すると共に自動車化歩兵部隊を縮小したものであった。

### プラハの春
1968年、チェコスロバキア共産党のアレクサンデル・ドゥプチェク第一書記指導のもと、プラハの春として知られる民主化・自由化を進める動きが始まり、ワルシャワ条約機構の動揺を招いた。同年6月、ワルシャワ条約機構軍最高司令官イワン・ヤクボフスキー元帥はチェコスロバキアへの軍事介入を決定し、ヴァルター・ウルブリヒト議長がこれに賛同したことで国家人民軍の参加も決定した。
7月27日、ドナウ作戦(Operation Donau)なるチェコスロバキア北西部侵攻計画の発動に備え、第7装甲師団は第11自動車化狙撃兵師団とともにボックスベルク近くのノヒテン演習場(Truppenübungsplatz Nochten)に移動した。8月20日よりチェコスロバキア領内に移動してパレードに参加した後、予備戦力として現地に駐留した。10月末までに全ての第7装甲師団所属部隊が任務を完了して撤退した。

### 解散
1990年10月2日、共和国の崩壊に伴い国家人民軍の全戦力は解体された。第7装甲師団の装備および人員の一部は連邦陸軍が設置した連邦軍東部司令部の指揮下に入った。

## 任務
第7装甲師団の任務は、ドイツ民主共和国全土の防衛である。

## 組織
下級部隊
| 部隊名                                                                  | 称号                                         | 駐屯地                                 |
| ----------------------------------------------------------------------- | -------------------------------------------- | -------------------------------------- |
| 第7砲兵連隊 Artillerieregiment 7                                        | アルベルト・ヘスラー                         | フランケンベルク/ザクセン              |
| 第7偵察連隊 Aufklärungsbataillon 7                                      | ルドヴィーク・スヴォボダ                     | ドレスデン                             |
| 第7化学防護大隊 Bataillon Chemische Abwehr 7                            | ヨハン・エッゲルト(Johann Eggert)            | ピルナ                                 |
| 第7高射ロケット連隊 Fla-Raketen-Regiment 7                              | パウル・ロックシュトロー(Paul Rockstroh)     | ツァイエーン                           |
| 第7高射砲支隊 Flak-Abteilung 7                                          |                                              | デーベルン                             |
| 第7高射砲連隊 Flak-Regiment 7                                           |                                              | デーベルン                             |
| 第7ロケット/砲兵指揮管理中隊 Führungsbatterie Chef Raketen/Artillerie 7 |                                              | ドレスデン                             |
| 第7防空指揮管理中隊 Führungsbatterie Chef Truppenluftabwehr 7           |                                              | ドレスデン                             |
| 第7ミサイル砲兵支隊 Geschosswerferabteilung 7                           | エルンスト・シュネラー                       | フランケンベルク                       |
| 第7修復大隊 Instandsetzungsbataillon 7                                  | グスタフ・シュナイダー(Gustav Schneider)     | シュプレムベルク                       |
| 第7砲兵工場 Artilleriewerkstatt 7                                       |                                              | ドレスデン                             |
| 第7車両工場 Kraftfahrzeugwerkstatt 7                                    |                                              | ドレスデン                             |
| 第7戦車工場 Panzerwerkstatt 7                                           |                                              | シュプレムベルク                       |
| 第7車両学校 Kraftfahrzeugschule 7                                       |                                              | フランケンベルク                       |
| 第7教導大隊 Lehrbataillon 7                                             |                                              | シュプレムベルク（1961年以降レーバウ） |
| 第7物資管理大隊 Bataillon Materielle Sicherstellung 7                   | クルト・シュロッサー                         | ドレスデン                             |
| 第7師団付集積所 Divisionslager 7                                        |                                              | ドレスデン                             |
| 第7野戦製パン中隊 Feldbäckereikompanie 7                                |                                              | ドレスデン                             |
| 第7輜重大隊 Transportbataillon 7                                        |                                              | ドレスデン                             |
| 第7自動車化狙撃兵連隊 Mot.-Schützenregiment 7                           | マックス・ロッシャー                         | マリエンベルク                         |
| 第7通信大隊 Nachrichtenbataillon 7                                      | エゴン・ドレゲル                             | ドレスデン                             |
| 第14戦車連隊 Panzerregiment 14                                          | カロル・スヴェルチェフスキ                   | シュプレムベルク                       |
| 第15戦車連隊 Panzerregiment 15                                          | パウル・ホルニック                           | コトブス                               |
| 第16戦車連隊 Panzerregiment 16                                          | レオ・ヨギヘス                               | グローセンハイン                       |
| 第7工兵大隊 Pionierbataillon 7                                          | アルトゥール・ティールマン(Arthur Thiermann) | ピルナ                                 |
| 第7ロケット支隊 Raketenabteilung 7                                      | アルフレート・クレーラ                       | ツァイエーン                           |
| 第7衛生大隊 Sanitätsbataillon 7                                         |                                              | ドレスデン                             |
| 第7幕僚中隊 Stabskompanie 7                                             |                                              | ドレスデン                             |

## 装備

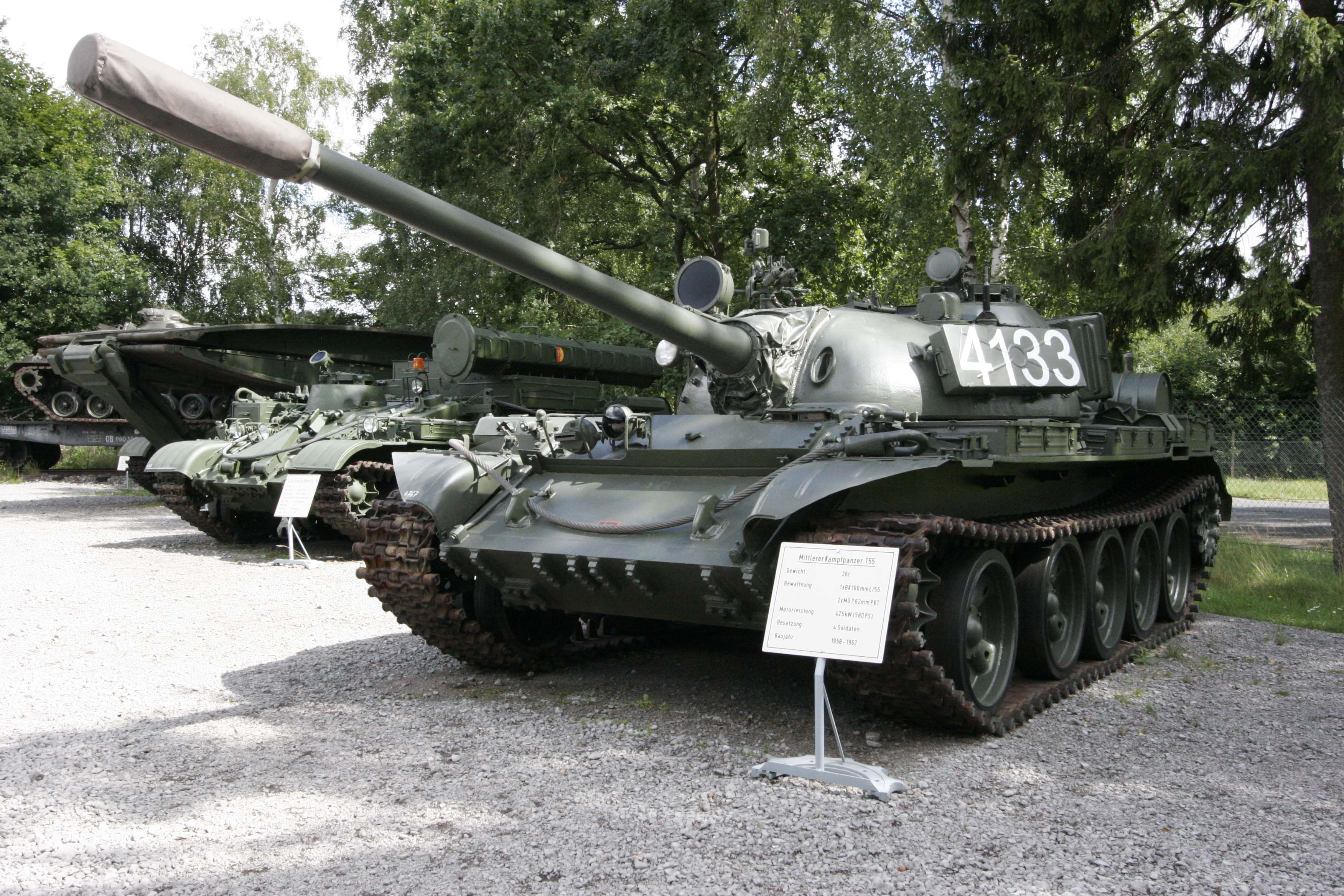
T-55戦車

第7装甲師団では結成の段階で当時の最新鋭車両であるT-54戦車が配備されていたが、1964年までは旧式のT-34戦車も運用されていた。1960年代を通しての主力車両はT-55戦車で、1980年代にはT-72MやT-72M1を主とするT-72戦車の配備も進んだ。
装甲兵員輸送車としてはBTR-40、BTR-60、BTR-70、BMP-1などを保有した。
1990年の解散時には次の装備を保有していた。
- FROG-7ミサイル発射機4両
- T-72戦車63両
- T-55戦車262両
- BMP装甲車150両
- BTR装甲車41両
- 野砲およびロケット発射機126門
- MT-55架橋戦車15両[3]

## 歴代師団長
| 着任時の階級       | 氏名                            | 任期                           |
| ------------------ | ------------------------------- | ------------------------------ |
| 大佐(Oberst)       | ヴェルナー・ピルツ(Werner Pilz) | 1956年8月18日 - 1956年8月31日  |
| 大佐               | ハインリッヒ・ブランデス        | 1956年9月1日 - 1958年8月15日   |
| 大佐               | フランツ・レース                | 1958年9月1日 - 1960年10月31日  |
| 大佐               | ヨアヒム・ゴルトバッハ          | 1960年11月1日 - 1964年7月31日  |
| 少将(Generalmajor) | ヴェルナー・ヴィンター          | 1964年8月1日 - 1971年11月8日   |
| 少将               | ハンス・ジーク                  | 1971年11月9日 - 1976年10月31日 |
| 少将               | ヴァルター・ミュラー            | 1976年11月1日 - 1979年10月31日 |
| 少将               | ギュンター・メッケル            | 1979年11月1日 - 1985年6月30日  |
| 大佐               | クラウス・リステマン            | 1985年7月1日 - 1987年9月30日   |
| 大佐               | フォルカー・ベデナラ            | 1987年10月1日 - 1990年10月2日  |